# Якщо сильно полюбиш
«Якщо сильно полюбиш» (тур. Ya Çok Seversen) — турецький телесеріал 2023 року у жанрі романтичної комедії та створений компанією Ay Yapım. В головних ролях — Керем Бюрсін, Хафсанур Санджактутан. Перша серія вийшла в ефір 6 липня 2023 року. Серіал має 1 сезон. Завершився 13-м епізодом, який вийшов у ефір 30 вересня 2023 року.

## Сюжет
Серіал про неймовірну історію кохання, для якої немає перешкод відстань і час. Атеш і Лейла були разом з дитинства, але з моменту смерті батьків його відправляють до школи-інтернату за кордоном, де він виріс чесною і успішною людиною. А ось Лейла розбагатіла за рахунок шахрайства. Незабаром їхня зустріч покаже чи залишилися у них почуття.

## Актори та персонажі
| Актор                 | Роль         |
| --------------------- | ------------ |
| Керем Бюрсін          | Атеш         |
| Хафсанур Санджактутан | Лейла Кокдал |
| Хатідже Аслан         | Фюсун Аркалі |
| Шериф Ерол            | Ільтер       |
| Джемре Ебюззія        | Біге         |
| Назмі Кирик           | Якуп Чивелек |
| Азіз Джанер Інан      | Умут         |
| Міне Кіліч            | Мер'єм Юнус  |
| Огульджан Арман Услу  | Онур         |
| Дурукан Челіккая      | Бариш        |
| Озгюн Акачча          | Мерт         |
| Лара Аслан            | Ілгаз        |
| Адін Кюльче           | Айдос        |
| Арвен Едже Явуз       | Беріт        |
| Тайфун Ефе Молла      | Кенан        |
| Есра Кизилдоган       |              |

## Сезони
| Сезон | Епізоди | Епізоди | Оригінальний показ | Оригінальний показ | Оригінальний показ |
| Сезон | Епізоди | Епізоди | Перший показ       | Останній показ     | Мережа             |
| ----- | ------- | ------- | ------------------ | ------------------ | ------------------ |
| 1     | 13      | 13      | 6 липня 2023       | 30 вересня 2023    | Канал D            |

## Рейтинги серій

### Сезон 1 (2023)
| Серія       | Рейтинг (TOTAL) | Рейтинг (AB) | Рейтинг (ABC1) |
| ----------- | --------------- | ------------ | -------------- |
| 1.          | 2.25            | 2.27         | 2.36           |
| 2.          | 2.19            | 1,95         | 2.12           |
| 3.          | 2.48            | 2.82         | 2.96           |
| 4.          | 2.26            | 2.08         | 2.32           |
| 5.          | 2.05            | 1.66         | 2.04           |
| 6.          | 1.82            | 1.21         | 1,97           |
| 7.          | 1.66            | 0,87         | 1.69           |
| 8.          | 1.46            | 0,72         | 1.35           |
| 9.          | 1,94            | 1.32         | 1.64           |
| 10.         | 1.58            | 1.43         | 1.83           |
| 11.         | 1.21            | 1.09         | 1.43           |
| 12.         | 1.42            | 1.03         | 1.75           |
| 13. (фінал) | 1.32            | 0.73         | 1.49           |

## Нагороди
| Рік  | Премія                       | Категорія                               | Номінант              | Результат |
| ---- | ---------------------------- | --------------------------------------- | --------------------- | --------- |
| 2023 | 49. Премія «Золотий метелик» | Найкращий романтичний комедійний серіал | Якщо сильно полюбиш   | Перемога  |
| 2023 | 49. Премія «Золотий метелик» | Найкраща акторка романтичної комедії    | Хафсанур Санджактутан | Перемога  |
| 2023 | 49. Премія «Золотий метелик» | Найкращий актор романтичної комедії     | Керем Бюрсін          | Перемога  |
| 2023 | 49. Премія «Золотий метелик» | Найкращий дитячий актор / акторка       | Адін Кюльче           | Номінація |
| 2023 | 49. Премія «Золотий метелик» | Найкращий дитячий актор / акторка       | Арвен Едже Явуз       | Номінація |